# Sabal minor
Espèce
Classification phylogénétique
Le Sabal minor (Jacq.) Pers. est une espèce de plantes de la famille des Arecaceae (les palmiers). C'est un petit palmier qui pousse principalement dans le Sud des États-Unis. Il appartient au genre Sabal. Il est réputé pour son excellente résistance au froid.
Nom commun : Sabal nain.
Synonymes : Corypha minor, Sabal adansonii.

## Description
- Stipe : Le Sabal minor est un palmier nain. Son stipe est rampant ou souterrain, et très court, bien qu'il puisse parfois atteindre un ou deux mètres avec l'âge. En principe le stipe est solitaire, mais il existe des formes caulescentes.
- Feuilles : Les feuilles sont palmées, ou parfois costopalmées. Elles sont composées de segments rigides scindés à la base sur une partie de leur longueur. Elles sont vertes, et légèrement grisées. La coupure entre les deux folioles situées au centre du limbe est plus importante que celle qui existe entre les autres folioles, ce qui permet de les reconnaître assez facilement. Le pétiole est robuste et vert.
- Inflorescence : Le Sabal minor est monoïque. Les inflorescences sont composées de fleurs blanches, et dépassent la couronne de palmes.
- Fruits : Les fruits sont de petites baies noires qui contiennent une graine lisse et marron.

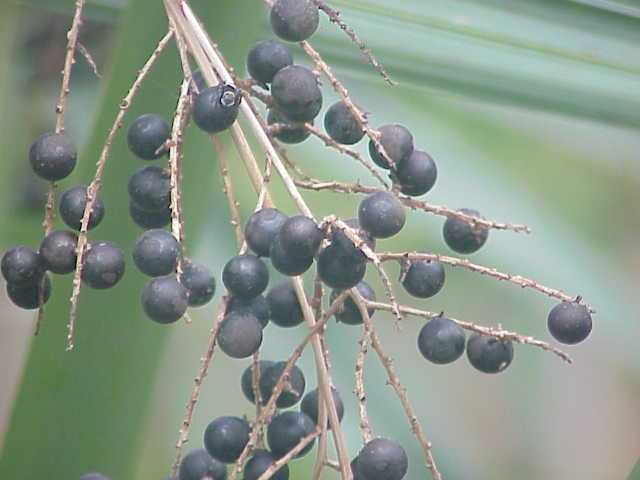
Fruits du Sabal minor.

## Habitat et distribution
On trouve le Sabal minor couramment dans les États du sud-est des États-Unis. Il en existe également des colonies isolées dans le nord-est du Mexique
Le Sabal minor pousse dans les sols humides, souvent le long des rivières et dans les zones parfois inondées. Parfois même dans des zones marécageuses. Il pousse dans des zones de sous-bois semi-ombragées. Il supporte la plupart des types de sols.
Il pousse à l'état sauvage dans des climats subtropicaux ou tempérés chauds.
Sa bonne résistance au froid en fait également un palmier très apprécié dans les régions plus tempérées. On le retrouve souvent planté en ornement dans les jardins d'Europe du Sud ou aux États-Unis.

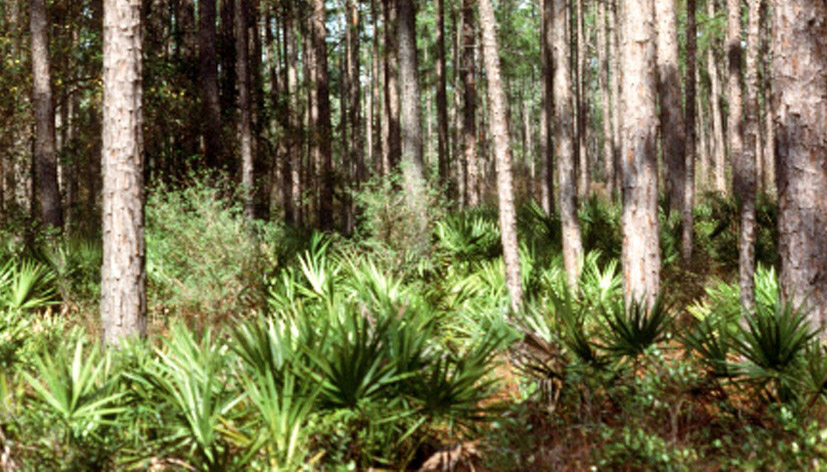
Sabal minor dans son habitat.

## Culture
Le Sabal minor est très résistant au froid. Il tolère des températures négatives de -15 °C, voire -20 °C. On peut le planter dans des zones en dehors du littoral en France, en Suisse et en Belgique. Le Sabal minor affectionne les zones ombragées mais peut tolérer une exposition ensoleillée. Il tolère également une inondation passagère du sol. En revanche, il supporte assez mal les vents violents qui brisent ses palmes.